# Adelheid-Kreuz

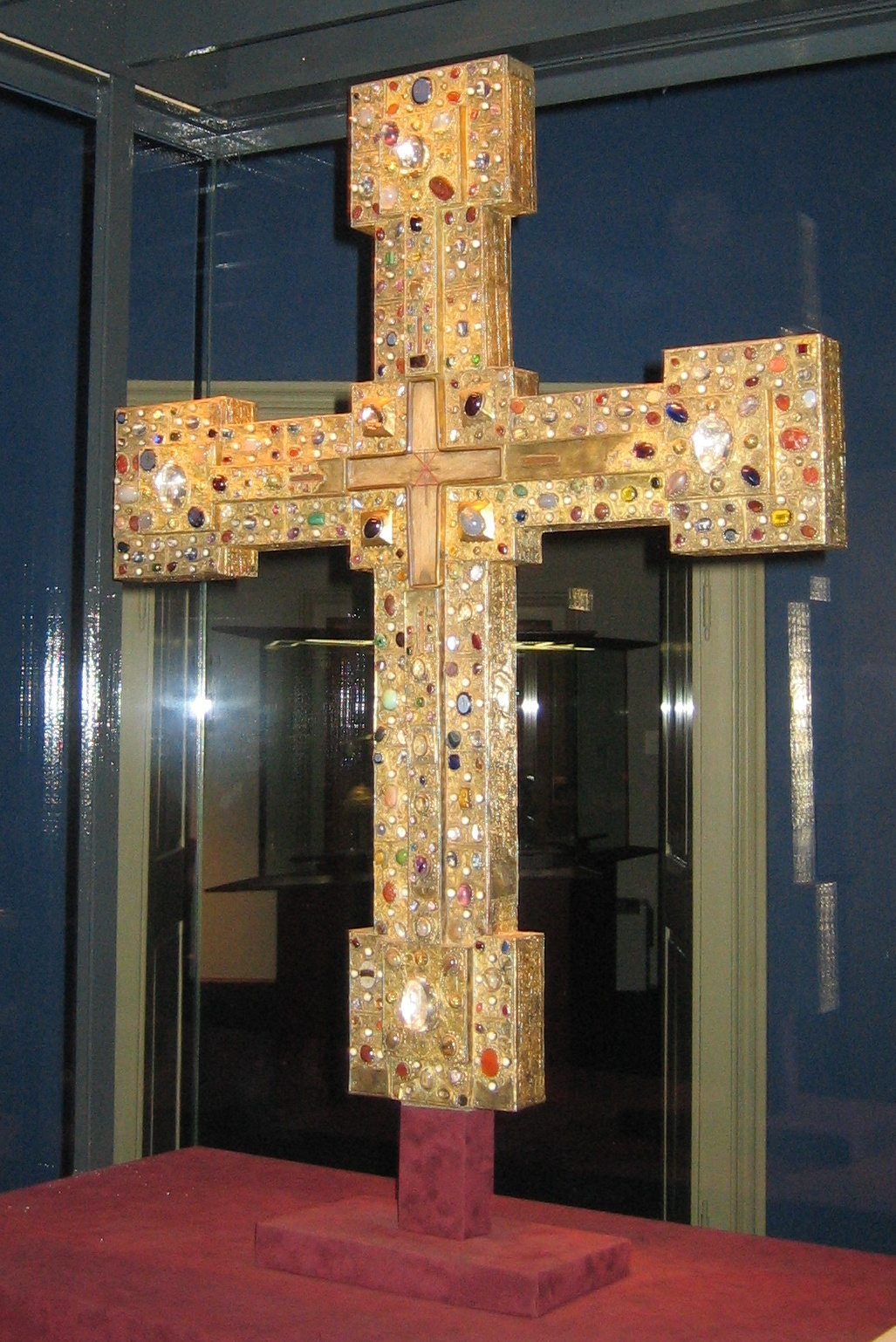
Adelheid-Kreuz

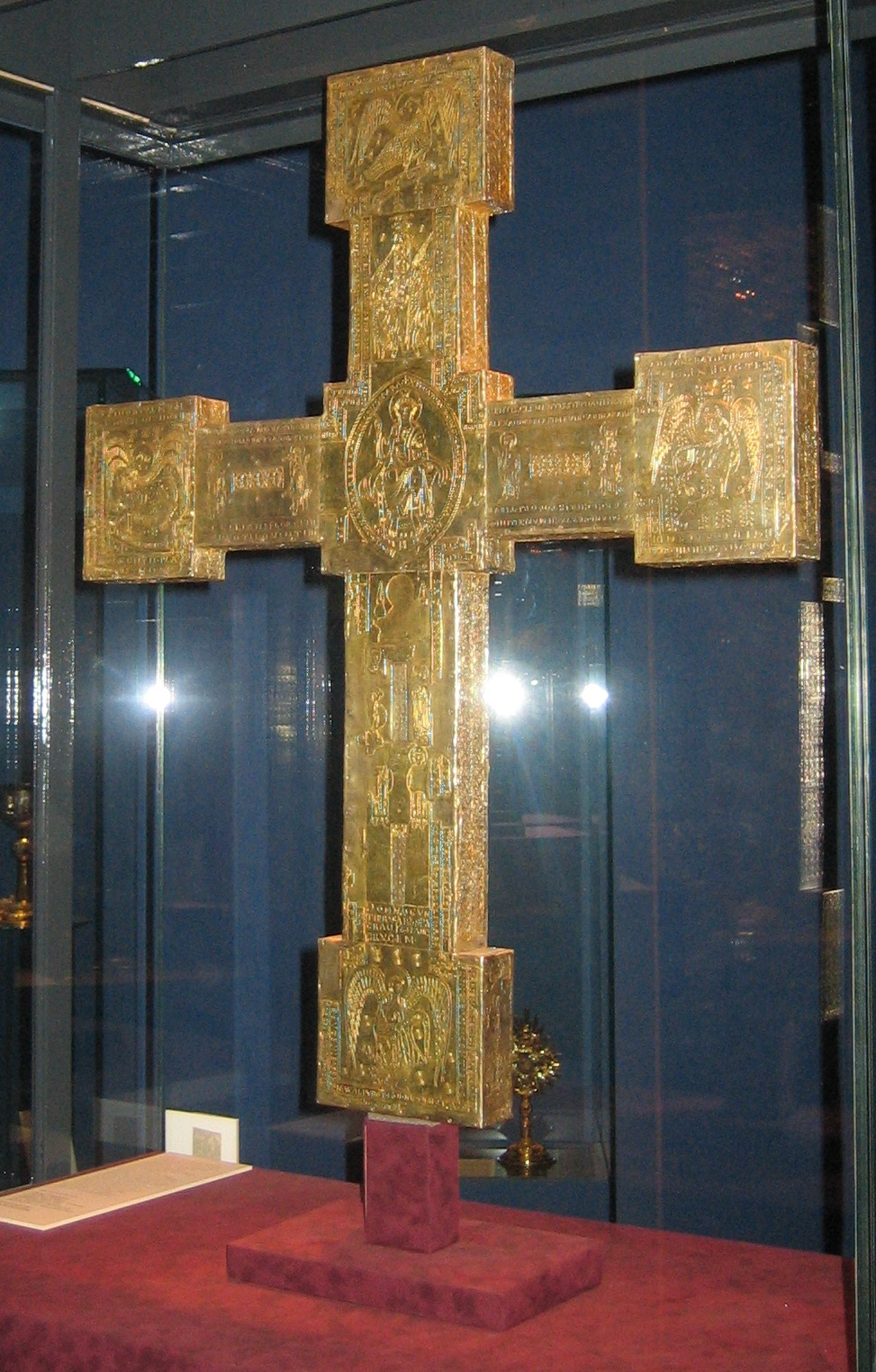
Rückseite

Das Adelheid-Kreuz ist ein aus dem 11. und 12. Jahrhundert stammendes Reliquienkreuz im Stift St. Paul im Lavanttal. Es wurde dem Kloster St. Blasien im Hotzenwald (Schwarzwald) von Königin Adelheid von Ungarn gestiftet und befand sich dort bis ins 19. Jahrhundert; danach gelangte es nach St. Paul. Das Kreuz ist das größte erhaltene deutsche Reliquienkreuz des Hochmittelalters; es besteht aus einem Holzkern, ist mit vergoldetem Silberblech überzogen und trägt an der Vorderseite Gemmen, Edelsteine und Perlen und ist 82,9 cm hoch, 65,4 cm breit sowie 7,4 bis 7,8 cm tief.

## Beschreibung
Vom Mittelquadrat des Kreuzes gehen die vier Arme ab, von denen der untere länger als die anderen ist. Die Enden der Arme sind zu Quadraten erweitert.
An der Vorderseite sind die Armflächen in Längsrichtung dreigeteilt, wobei der mittlere Teil um rund einen Zentimeter erhöht ist, gleich wie die anschließenden Quadrate an den Armenden. Sämtliche Flächen sind in kleinere Felder unterteilt. Jedes Feld ist symmetrisch mit einem großen Edelstein in der Mitte, vier kleineren in der Ecke, sowie mit Perlen oder vergoldeten Metallknöpfen versehen. Die dazwischenliegenden Flächen sind mit Spiralranken aus Filigran gefüllt. Die Edelsteine sind nicht mehr vollständig erhalten. Vorhanden sind von ursprünglich 170 noch 147: unter diesen 47 Amethyste, 22 Karneole, 17 Achate, 13 Bergkristalle, 7 Mondsteine, 6 Granate, 5 Chalzedone, 5 Onyxe, 4 Almandine, 4 Heliotrope, 3 Türkise, 2 Berylle, 2 Serpentine und je ein Lapislazuli, Smaragd, Milchopal und Rauchquarz. Im Mittelquadrat befand sich früher eine ungewöhnlich großer Partikel vom „Kreuz Christi“. Als dieser Ende des 17. Jahrhunderts in ein neues Reliquiar überführt wurde, wurde in das Adelheid-Kreuz ein Holzstück in vergoldeter Kupferfassung eingefügt, in das kreuzweise zwei kleine Kreuzsplitter eingefügt sind. Diese Reliquie befindet sich noch heute im Adelheid-Kreuz.
Die Rückseite des Kreuzes entstand im Kloster St. Blasien unter dem Abt Gunther von Andlau (1141–1170). Sie ist mit Goldblech beschlagen, in das mit Stichel figürliche Darstellungen und Inschriften graviert ist. Im Mittelfeld thront der segnende Christus in einer Mandorla. In den Quadraten an den Armenden sind die Symbole für die vier Evangelisten, umgeben von Spruchbändern, dargestellt: oben der Adler des Johannes, rechts der Stier des Lukas, links der Löwe des Markus und unten der geflügelte Mensch des Matthäus. Die Arme zeigen oben zwei Engel, links und rechts je zwei Apostel: innen Petrus und Johannes, außen wahrscheinlich Paulus und Andreas oder Jakobus. Der untere Arm ist nur unvollständig erhalten und zeigt vier Figuren: direkt unter Christus wird eine thronende Gottesmutter vermutet, unter ihr der Stifter der Rückseite, Abt Gunther, ihm zur Seite ein Geistlicher mit Mitra. Ganz unten zwei Diakone, von denen einer durch die Tonsur als Mönch kenntlich ist. Alle drei sind durch Heiligenscheine als Heilige gekennzeichnet. In den Heiligen werden in Analogie zum gotischen Hochaltar von St. Blasien Blasius, Stephanus und Laurentius vermutet.
Die Inschriften der Rückseite nennen die Widmung durch Adelheid sowie die spätere durch Abt Gunther sowie die Namen der Heiligen, deren Reliquien sich wahrscheinlich in den langrechteckigen Öffnungen an der Vorderseite sowie in Bohrungen von einzelnen Edelsteinen befanden.
Die Seitenflächen sind mit einem getriebenen Bandgeflecht wohl aus der Zeit Abt Gunthers versehen. Das Bandgeflecht ist zweireihig und viersträhnig.

## Geschichte
Die Geschichte des Kreuzes ist in zwei Quellen niedergeschrieben, dem Liber constructionis monasterii ad S. Blasium (Buch über die Erbauung des Klosters St. Blasien) aus dem 12. Jahrhundert und dem Liber Originum Monasterij Sancti Blasij (Buch zum Ursprung des Klosters St. Blasien) aus dem 16. Jahrhundert. Danach wurden die großen Kreuzpartikel dem Stift St. Blasien von Königin Adelheid, Gattin des Königs Ladislaus I. von Ungarn und Tochter des Rudolf von Rheinfelden, zusammen mit 70 Goldstücken für eine entsprechende Fassung geschenkt. Anlass war die Bestattung ihrer Mutter 1079 in St. Blasien. Adelheid verfügte auch, dass sie selbst hier begraben werden solle. Die Reliquie stammte angeblich von ihrem Schwager Ceysa. Abt zur Zeit der Schenkung war Giselbert (1068–1086). Das Kreuz wurde gemäß überlieferter Inschrift des nicht erhaltenen Fußes unter dessen Nachfolger Uto von Kyburg (1086–1108) fertiggestellt. Als Bestimmungsort werden daher die Gräber beziehungsweise ein zugehöriger Altar angenommen. Vielfach wurde das Kreuz auch als Ersatzinsignie für Adelheids Vater Rudolf von Rheinfelden (1077 bis 1080 „Gegenkönig“) angesehen, als Ersatz für das Reichskreuz. Dies gilt anderen Autoren als wenig wahrscheinlich, auch aufgrund fehlender Quellen.
Die heutige Rückseite wurde erst später unter Abt Gunther (1141–1170) angefertigt und Gunther in der Inschrift auf der Rückseite ebenfalls als Auftraggeber genannt. Als Grund für diese späte „Fertigstellung“ wird in den Quellen Zweifel an der Echtheit der großen Kreuzpartikel angeführt, die erst unter Gunther durch ein Gottesurteil ausgeräumt worden seien. Diese Legende wird heute als Versuch gedeutet, die Echtheit der Reliquie zu „beweisen“ beziehungsweise die Veränderungen am Kreuz, das wohl kaum unvollständig war, zu legitimieren. Als Herkunft der Rückseite wird Schwaben angenommen. Das Kreuz orientiert sich in seiner Gestalt – wie andere Kreuze etwa in Köln, Hildesheim oder Osnabrück – am Reichskreuz, dem damals bedeutendsten Kreuzreliquiar. Es ist das größte Reliquienkreuz aus dieser Zeit und übertrifft in der Höhe sogar das Reichskreuz. Die quadratischen Balkenschlüsse und das quadratische Mittelfeld teilt es nur mit dem Reichskreuz. Die Dreiteilung der Arme tritt mehrfach bei mittelalterlichen Goldkreuzen auf, etwa beim Ardennenkreuz (heute Germanisches Nationalmuseum Nürnberg) oder beim Cruz de la Victoria (Schatz der Kathedrale von Oviedo), und verweist damit auf Traditionen aus dem ersten christlichen Jahrtausend.
Auffallend am Kreuz ist, dass es keine prominente Inschrift und kein Stifterbild gibt. Es wird vermutet, dass diese bei der Umarbeitung unter Abt Gunther entfernt wurden. Die Umarbeitung ging mit einer veränderten Verwendung einher: befand sich das Kreuz zunächst wohl am Grab der Adelheid, wurde es nun für liturgische Zwecke verwendet. Dies entspricht auch den Intentionen der damaligen Kirchenreformen, in denen St. Blasien führend war. Die Kreuzreliquie wurde unter Gunther herausnehmbar gestaltet, die Reliquie ist hier vollständig sichtbar. Bei vergleichbaren Kreuzen befindet sich die Reliquie hinter einem Bergkristall, auch die vier Edelsteine in den Ecken des Mittelfeldes lassen einen Edelstein in der Mitte erwarten.

### Barocke Kopie
Unter Abt Romanus Vogler (1672–1695) wurde für die Kreuzreliquie ein barockes Kreuz angefertigt. Ähnlich dem Original, wirkte es durch den reichen Edelsteinbesatz, die Volutenansätze an den Kreuzenden und durch einen Strahlenkranz am Mittelteil wesentlich monumentaler als das Original. Es wurde 1688 vollendet, aber erst 1696 durch Einsetzen der Kreuzpartikel in Verwendung genommen. In das Original wurde der oben beschriebene Nachbau der Kreuzpartikel eingesetzt. Das barocke Kreuz ist seit den Napoleonischen Kriegen verschollen, es dürfte als Beitrag St. Pauls zu den österreichischen Kriegskontributionen 1810 nach Wien gelangt sein. Das Aussehen ist von einem Kupferstich von 1734 bekannt. Beide Kreuze waren 1809 nach der Säkularisation von St. Blasien mit den Mönchen in das wiederbegründete Stift St. Paul gekommen.

### Drittes Reliquiar
Für die Kreuzpartikel selbst ließ Abt Berthold Rottler 1810 ein neues Reliquiar anfertigen. Es ist aus vergoldetem Silber und mit Diamanten, Smaragden, Bergkristall und Email verziert. Es ist 67,5 cm hoch, 38,5 cm breit. Das Kreuz ruht auf einem querovalen Fuß von 25 cm Breite und 19,5 cm Höhe. Am Oberende des Fußes tragen vier Cherubim eine Blütenkranz, von hier leitet ein Akanthusblatt zum Kreuz über. Die Balkenenden des Kreuzes sind mit Dreipässen mit Palmettendekor versehen. In den Zwickeln der Kreuzbalken stehen Strahlenbündel. Die Kreuzbalken selbst werden von der Kreuzreliquie und deren Rahmung eingenommen, die beidseitig von Bergkristallen bedeckt wird, aber vollständig sichtbar ist. An der Vorderseite ist die Schauöffnung von einer Silber-Rahmung mit Diamantenbesatz umgeben. Um diesen Rahmen liegt eine Reihe von Smaragden. Die Einrahmung entspricht derjenigen von 1688/1696, auch wenn die Zahl der Edelsteine heute geringer ist. Die Bergkristalle dürften die originalen aus dem 13. Jahrhundert sein. In Summe ist das Kreuz eine qualitätvolle Gesamtgestaltung, wobei der Fuß eher spätbarocke Formen aufweist, der Dekor dem Formenschatz des Empire entspricht. Die Kreuzpartikel selbst besteht aus drei Teilen und beinhaltet Teile eines Nagellochs und stellt demnach einen besonders kostbaren Teil des Kreuzes dar.

## Ausstellungen
Anlässlich des 300. Geburtstags des Gründers und Bauherrn des Klosters St. Blasien, Fürstabt Martin Gerbert, im Jahr 2020, zeigt das Augustinermuseum Freiburg seit 28. November 2020 coronabedingt verlängert bis 19. September 2021 die Ausstellung Der Schatz der Mönche – Leben und Forschen im Kloster St. Blasien; dort wird unter anderen Klosterschätzen das Adelheid-Kreuz gezeigt.